# Meistera vespertilio
Meistera vespertilio là một loài thực vật có hoa trong họ Gừng. Loài này được François Gagnepain mô tả khoa học đầu tiên năm 1902 dưới danh pháp Amomum vespertilio. Mẫu định danh loài số 4209 do B. Balansa thu thập tại núi Ba Vì tháng 8 năm 1887.
Năm 2018, Jana Leong-Škorničková và Mark Newman chuyển nó sang chi Meistera mới được phục hồi.

## Phân bố
Loài này có trong khu vực miền bắc Việt Nam.

## Mô tả
Bụi to, cao cả mét. Lá có phiến tròn dài bầu dục, to 60 x 14–16 cm, không lông, cưng cứng, bìa dày, có lông; cuống dài 2 cm; be đo đỏ; mép dài, cao 12 mm. Phát hoa ở đất, trên cọng 10 cm; lá hoa thon, cao 25–30 mm; ống đài 3 mm, có lông; ống vành 1 cm, trên là một phiến 3 thùy; bao phấn có sống tam giác; môi lõm, dài 2 cm, đáy có 2 răng (tiểu nhụy lép); noãn sào có lông.

## Tên gọi
Các tên gọi trong tiếng Việt bao gồm: Sa nhân thầu dầu, sẹ đất, thiều đất, riềng dơi, sa nhân lớn, nghiêu đin (tiếng Tày).